# Jessica Barker
Pour les articles homonymes, voir Barker.
Jessica Barker est une actrice québécoise née le 12 octobre 1977 au Québec (Canada).

## Biographie
Jessica Barker s'est fait connaître en tant qu'héroïne de la série télévisée pour jeunes Les Intrépides interprétant Julie aux côtés de Tom (Lorànt Deutsch), diffusée dans les années 1990 sur les ondes de Canal Famille.
Depuis, à la télévision, elle a joué dans plusieurs séries et téléromans tels que Omertà II - La loi du silence, Les Orphelins de Duplessis, Lobby, Les Filles de Caleb, Le Retour et Annie et ses hommes. Depuis 2004, elle est chroniqueuse et collabore à différentes émissions. Au cinéma, elle est de la distribution des films Les Siamoises, Matusalem et Amoureux fou.
Au théâtre, elle a interprété Betty Paris dans Les Sorcières de Salem et Hermia dans Un étrange songe d'une nuit d'été. En 2008, on la voit dans deux webtélés : Le Cas Roberge et Chez Jules.
En 2010, elle publie avec Rafaële Germain un livre de recettes humoristiques: Deux folles et un fouet.
En 2014, elle participe à l'émission Le Choc des générations avec l'équipe des 30 ans en compagnie de Patrice Bélanger, Marie-Élaine Thibert et Frédéric Pierre.

## Filmographie

### Cinéma
- 1988 : Le Chemin de Damas
- 1990 : Simon les nuages : Carole
- 1991 : Une nuit à l'école
- 1991 : Amoureux fou de Robert Ménard : Corinne
- 1992 : Le Jardin d'Anna : Anna
- 1993 : Matusalem : Carole Bonin
- 2004 : Le Golem de Montréal : Jinny

### Télévision
- 1985 : Direct Film (Annonce publicitaire) : Petite fille
- 1987 : Le lys cassé (téléfilm, dans Les Beaux Dimanches) : Marielle, enfant
- 1989 : Super sans plomb : Lison
- 1990 : Les Filles de Caleb : Charlotte Baumier
- 1992-1995 : Les Intrépides + Le Retour des Intrépides : Julie Boileau
- 1995 : Sur la piste : elle-même
- 1996-2001 : Le Retour : Josée Lebeau
- 1996 : Lobby : Virginie Robitaille
- 1996 : Omertà - La loi du silence : Roxanne
- 1997 : Omertà II - La loi du silence : Roxanne
- 1997 : Les Orphelins de Duplessis : Murielle
- 1999-2008 : Histoires de filles : Mégane
- 1999 : Les Siamoises
- 2002 : La Grande Expédition : Barbe d'Ailleboust
- 2002 : Annie et ses hommes : Ariane
- 2006 : Il était une fois dans le trouble : Kim, la sœur de Jee
- 2014-2016 : 30 vies : Katia Perreault
- 2018-2019 : Unité 9 : Claudine Moffatt
- 2018-2021 : Clash : Me Auger
- 2025- : Mea Culpa : Marie-Dominique Ross

### Séries web
- 2008-2010 : Chez Jules : Sandra

## Récompenses
- 1991 : Prix Gémeaux de la meilleure interprétation, émission jeunesse, pour Le Club des 100 watts
- 1995 : Prix Gémeaux de la meilleure interprétation, émission jeunesse, pour Les Intrépides